# Tipula (Yamatotipula) koikei
Tipula (Yamatotipula) koikei is een tweevleugelige uit de familie langpootmuggen (Tipulidae). De soort komt voor in het Palearctisch gebied.